# Der Patriot (moralische Wochenschrift)

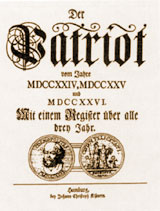
Der Patriot, Titel, 1726

Der Patriot war die bedeutendste deutsche moralische Wochenschrift zu Beginn des 18. Jahrhunderts. Sie war ein wichtiges Sprachrohr der beginnenden Aufklärung. Sie erschien von 1724 bis 1726 wöchentlich in Hamburg; bis 1765 gab es vier Neuauflagen, zudem wurden sie ins Niederländische und Französische übersetzt.
Der Zeitschriftentyp der Moralischen Wochenschrift entstand nach englischen Vorbildern, unter anderem der von Joseph Addison und Richard Steele sehr erfolgreich herausgegebenen und verfassten, von dreimal wöchentlich bis täglich erscheinenden Periodika (The Tatler, The Guardian und The Spectator).
Der Patriot besaß eine eigenständige Redaktion, die nicht Übersetzungen der Moralischen Wochenschriften aus England veröffentlichte, sondern selbst die Themen auswählte und bearbeitete. Im Patriot wurde propagiert, dass es nicht nur wichtig sei, ein guter Christ zu sein, sondern dass es außerdem nötig sei, sich in der Gesellschaft zu engagieren. Themen waren neben politischen die Familie, das Zusammenleben in der Gesellschaft und bei Hofe und die Kritik an diesem.
Im ersten Jahr steigerte sich die Auflage des Patrioten bereits von 400 auf über 5500 Exemplare. Mit dem Patrioten erlebte die Gattung der Wochenzeitschriften in Deutschland ihren Durchbruch. Viele weitere Titel wurden aufgrund des Erfolges des Patrioten gegründet, teilweise mit sehr ähnlichen Titeln (Österreichischer Patriot, Patriot in Bayern etc.). Außer dem Patrioten gab es wohl über 500 weitere Moralische Wochenschriften in Deutschland.
Viele deutsche Gelehrte und Literaten waren Autoren des Patrioten, veröffentlichten ihre Artikel jedoch alle unter Pseudonymen. Ihre Anonymität wurde erst drei Jahre nach der letzten Ausgabe des Patrioten preisgegeben.